# فيديريكو رودريغيز هيرتز
فيديريكو رودريغيز هيرتز (بالإسبانية: Federico Rodríguez Hertz)‏ هو أستاذ جامعي ورياضياتي أرجنتيني، ولد في 14 ديسمبر 1973 في روساريو في الأرجنتين.